# ПрограмБанк
ПрограмБанк — российский разработчик программного обеспечения для финансовых организаций, в том числе автоматизированных банковских систем, систем для микрофинансовых институтов, страховых и инвестиционных компаний, систем управленческого учёта, отчетных систем и хранилищ данных. Программные продукты компании включены в РПО (Реестр российского ПО).
Компания является основателем рынка банковской автоматизации и работает на этом рынке c 1989 года.
Компании приносят доход более 150 финансовых организаций, эксплуатирующих автоматизированные системы.

## Продукты

### Ранние продукты
Первым продуктом компании стала автоматизированная банковская система (далее АБС) DOS-Комплекс, реализованная в файловой архитектуре на базе Clipper. В 1996—1998 году эта система была установлена более чем в 400 банках.
Следующим продуктом компании стала АБС Афина, реализованная в клиент-серверной технологии на базе Oracle Database с применением технологии настраиваемого документооборота (BPMS). В 1998 году этот продукт был передан в совместную с Диасофтом компанию Новая Афина.
Гефест — АБС на базе СУБД Caché с настраиваемым документооборотом, реализованная в архитектуре с тонким клиентом (терминал). Центавр Омега — модульная АБС в архитектуре с сервером приложений с возможностью работы на СУБД Microsoft SQL Server, Oracle Database и Firebird. Нострадамус — программный комплекс на базе Oracle Database, который может играть роль отчетной системы, хранилища данных, получать отчетность по МСФО, управленческую отчетность и автоматизировать процесс бюджетирования. Интрамед и Рисар — медицинские информационные системы на базе СУБД Caché.

## Положение на рынке
В 2003 году компания заняла 35 место в рейтинге крупнейших российских ИТ компаний от РА Эксперт. Годовой оборот компании в том году составил $6,2 млн.
В 2006 году компания провела 5 % от общего количества внедрений автоматизированных банковских систем на российском рынке, занимая по этому показателю четвёртое место.

## Награды
В 2003 году компания получила премию «Финансовый Олимп» за вклад в развитие информационных технологий.
В 2012 году журналом «Банковские Технологии» и интернет-порталом «Интеллектуальный банк» было объявлено о признании руководителя компании «ПрограмБанк» Евгения Хохлова Основателем рынка банковской автоматизации России.
В 2012 году согласно рейтингу российских поставщиков банковского программного обеспечения — IBS Sales League Table — компания «ПрограмБанк» вошла в пятерку поставщиков банковского ПО в России. 
В 2013 году ПрограмБанк стал победителем Национальной Банковской Премии в номинации «За профессиональное обслуживание интегрированной банковской системы».
В 2013 году согласно рейтингу российских поставщиков банковского программного обеспечения — IBS Sales League Table — компания «ПрограмБанк» вошла в шестерку поставщиков банковского ПО в России.
В ноябре 2014 года ПрограмБанк отметил свой 25-летний юбилей. На этом торжестве Ассоциация Российских банков вручила компании «ПрограмБанк» памятный диплом и почетный знак за вклад в развитие Российской банковской системы и в связи с 25-летием со дня образования.
За большие заслуги перед банковским сообществом и по случаю юбилея в декабре 2014 года Ассоциация региональных банков России (Ассоциация «Россия») в торжественной обстановке вручила Генеральному директору компании «ПрограмБанк» Хохлову Евгению Николаевичу Почетный диплом за большой вклад в развитие банковской системы страны.
В 2014 году согласно рейтингу российских поставщиков банковского программного обеспечения — IBS Sales League Table — компания «ПрограмБанк» вошла в четверку поставщиков банковского ПО в России. 
Компания «ПрограмБанк» в очередной раз вошла в ТОП-4 рейтинга российских поставщиков банковского программного обеспечения по итогам продаж в 2015 году — «IBS Sales League Table — 2015». По итогам продаж в 2016 году компания вошла в ТОП-3.
В 2018 году компания «ПрограмБанк» заняла первое место в рейтинге российских поставщиков банковского ПО (IBS Sales League Table) по итогам продаж за 2017 год. 26 финансовых организаций — банки и микрофинансовые организации (МФО) — стали клиентами компании «ПрограмБанк» в 2017 году.
В 2020 году Компания «ПрограмБанк» вошла в TOP-3 рейтинга российских поставщиков банковского программного обеспечения по итогам продаж за 2019 год.

## Конкуренты на банковском рынке
Крупнейшими конкурентами компании на банковском рынке являются Диасофт, R-Style Softlab, ЦФТ.

## Дочерние компании
«Новая Афина» является совместным предприятием «Диасофт» и ПрограмБанка, созданным в 1998 году для работы на рынке программного обеспечения для крупных банков. Является одним из основных поставщиков в этом сегменте рынка. Дочерняя компания АО "ПрограмБанк" до 31.12.2023.